# Château de Neetzow
Le château de Neetzow (Schloß Neetzow) est un château néogothique du Mecklembourg-Poméranie-Occidentale construit par Friedrich Hitzig dans le village de Neetzow (Amt d'Anklam-Land).

## Histoire
Les terres de Neetzow appartiennent depuis 1803 à la famille von Kruse, originaire du Holstein, lorsque Wilhelm von Kruse décide de faire construire entre 1848 et 1851 un nouveau château par un élève de Karl Friedrich Schinkel, Friedrich Hitzig, et que son épouse fait dessiner le parc à l'anglaise selon les plans de Lenné.
Le dernier représentant de la famille, Wolf-Eginhard von Kruse, est expulsé en septembre 1945, le mobilier est détruit, le château saccagé. Le château du temps de la république démocratique allemande sert d'école jusqu'en 1962, puis abrite un institut d'économie agricole, jusqu'en 1992.
Le château de Neetzow devient propriété privée en 2001. Il est restauré et accueille aujourd'hui un hôtel de luxe.

## Architecture

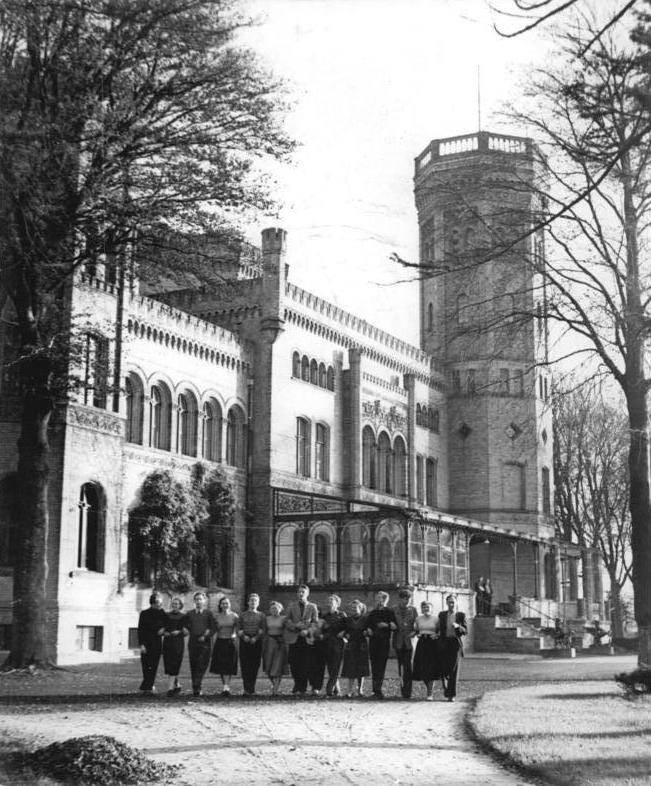
Le château dans les années 1950

Le château de Neetzow est le château néogothique le plus impressionnant de Friedrich Hitzig, à côté des châteaux de Kartlow, Bredenfelde ou Kittendorf. L'asymétrie commence dès le rez-de-chaussée. Le château est dominé par une tour octogonale, avec deux tours plus petites de chaque côté et le toit est couronné par une coupole octogonale elle-aussi. Elle se trouve au-dessus d'une grande salle illuminée par les ouvertures vitrées de la coupole qui mène à la grande galerie du rez-de-chaussée.
L'entrée d'honneur à colonnes se trouve au milieu de la façade ouest et de son avant-corps à baies trilobées. La façade, rénovée en 1964, est décorée de frises de terre cuite, provenant de la fabrique berlinoise Feilner, et de carreaux jaunes, contrastant avec les briques de grès rouge utilisées habituellement en Poméranie.
Le parc de 20 hectares est planté d'essences intéressantes, comme le magnolia acuminata ou le châtaignier, le chêne, le chêne rouvre, le chêne américain, le chêne perse à feuilles rondes, le ptérocaryer du Caucase, des cyprès du nord, etc.

## Source
- (de) Cet article est partiellement ou en totalité issu de l’article de Wikipédia en allemand intitulé « Schloss Neetzow » (voir la liste des auteurs).